# Église Saint-Vincent-de-Paul de Boulogne-sur-Mer
Pour les articles homonymes, voir Église Saint-Vincent-de-Paul.
L'église Saint-Vincent-de-Paul est un édifice religieux situé dans le quartier Capécure de Boulogne-sur-Mer (Pas-de-Calais).
Détruite durant la Seconde Guerre mondiale, elle est reconstruite 500 mètres à côté dans les années 1950. L'édifice actuel a obtenu le label « Patrimoine du XXe siècle » en 2009 et est inscrit au titre des monuments historiques en 2015,.

## Historique

### La première église
C'est Albert Debayser, architecte municipal, qui est à l'origine de la première église. Sa première pierre est posée le 17 août 1858. Elle ouvre le 30 mars 1862 et est consacrée le 19 juillet de la même année,.
L'église est construite sur la place de Capécure (aujourd'hui sur la rue Saint-Vincent-de-Paul, entre les rues Montebello et de Solférino). Elle accompagne le développement du quartier Capécure, qui abrite le port de Boulogne-sur-Mer et qui était l'un des quartiers les plus dynamiques de la ville à l'époque.
Incendiée par les Allemands le 24 mai 1940, elle est détruite par un bombardement le 15 juin 1944.

### L'église reconstruite

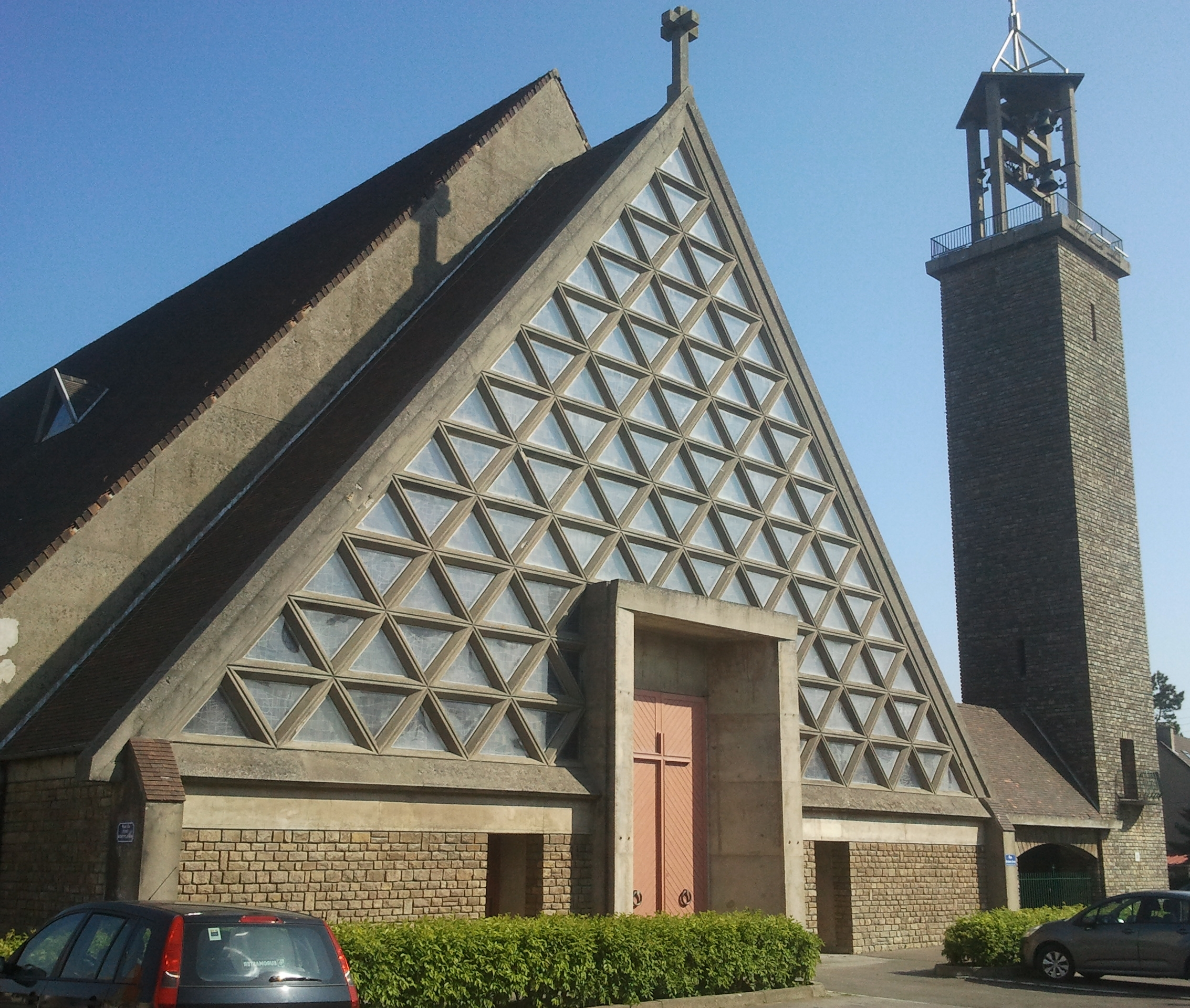
L'église actuelle, vue de la place d'Estienne-d'Orves.

Dans le cadre du plan de reconstruction de la ville après la guerre, l'église est reconstruite selon les plans de l'architecte Yves Laloy à 500 mètres de l'ancienne à vol d'oiseau, sur la place d'Estienne-d'Orves. Sa première pierre est posée le 24 avril 1955. La bénédiction a lieu le 4 octobre 1959 et l'ouverture officielle le 15 avril 1960.
Son architecture est représentative du renouveau de l'Art sacré dans la seconde moitié du XXe siècle. Ses vitraux sont réalisés par le boulonnais Henry Lhotellier. La flèche est refaite en mars 1990.

## Caractéristiques
L'église actuelle se compose d'une grande nef rectangulaire de 13 mètres de haut. Une chapelle est implantée perpendiculairement à la nef, formant un L. L'angle des deux ensembles délimite deux côtés d'un cloître, dédié à Notre-Dame de Fátima, fermé sur les deux autres côtés par des galeries couvertes et ouvertes. Dans l'angle de ces dernières s'élève un clocher de section carrée. 
La façade se compose d'un soubassement paré de pierre accueillant les trois portes d'entrée. Le toit à deux pans est couvert de tuiles plates. Il forme en pignon un triangle équilatéral semblable à un grand fronton, où la structure de béton qui soutient la verrière joue un rôle ornemental.